# Osséja
Osséja é uma comuna francesa na região administrativa da Occitânia, no departamento dos Pirenéus Orientais. Estende-se por uma área de 17.13 km², com 1.336 habitantes, segundo o censo de 2018, com uma densidade de 78 hab/km².